# 2017-es Formula–1 mexikói nagydíj
A mexikói nagydíj volt a 2017-es Formula–1 világbajnokság tizennyolcadik futama, amelyet 2017. október 27. és október 29. között rendeztek meg a mexikói Autódromo Hermanos Rodríguezen, Mexikóvárosban.

## Szabadedzések

### Első szabadedzés
A mexikói nagydíj első szabadedzését október 27-én, pénteken délelőtt tartották.
| helyezés | versenyző          | csapat/motor         | elért idő  | különbség | futott kör |
| -------- | ------------------ | -------------------- | ---------- | --------- | ---------- |
| 1        | Valtteri Bottas    | Mercedes             | 1:17,824   | −         | 42         |
| 2        | Lewis Hamilton     | Mercedes             | 1:18,290   | +0,466    | 35         |
| 3        | Max Verstappen     | Red Bull-TAG Heuer   | 1:18,395   | +0,571    | 16         |
| 4        | Daniel Ricciardo   | Red Bull-TAG Heuer   | 1:18,421   | +0,597    | 28         |
| 5        | Sebastian Vettel   | Ferrari              | 1:18,586   | +0,762    | 28         |
| 6        | Kimi Räikkönen     | Ferrari              | 1:19,008   | +1,184    | 27         |
| 7        | Sergio Pérez       | Force India-Mercedes | 1:19,240   | +1,416    | 21         |
| 8        | Fernando Alonso    | McLaren-Honda        | 1:19,346   | +1,522    | 20         |
| 9        | Felipe Massa       | Williams-Mercedes    | 1:19,443   | +1,619    | 32         |
| 10       | Nico Hülkenberg    | Renault              | 1:19,552   | +1,728    | 19         |
| 11       | Carlos Sainz Jr.   | Renault              | 1:19,554   | +1,730    | 24         |
| 12       | Lance Stroll       | Williams-Mercedes    | 1:19,772   | +1,948    | 34         |
| 13       | Kevin Magnussen    | Haas-Ferrari         | 1:20,644   | +2,820    | 16         |
| 14       | Pascal Wehrlein    | Sauber-Ferrari       | 1:20,971   | +3,147    | 30         |
| 15       | Antonio Giovinazzi | Haas-Ferrari         | 1:21,269   | +3,445    | 26         |
| 16       | Charles Leclerc    | Sauber-Ferrari       | 1:21,446   | +3,622    | 28         |
| 17       | Sean Gelael        | Toro Rosso-Renault   | 1:21,639   | +3,815    | 29         |
| 18       | Brendon Hartley    | Toro Rosso-Renault   | 1:21,747   | +3,923    | 10         |
| 19       | Alfonso Celis, Jr. | Force India-Mercedes | 1:22,342   | +4,518    | 17         |
| 20       | Stoffel Vandoorne  | McLaren-Honda        | idő nélkül | –         | 3          |

### Második szabadedzés
A mexikói nagydíj második szabadedzését október 27-én, pénteken délután tartották.
| helyezés | versenyző         | csapat/motor         | elért idő | különbség | futott kör |
| -------- | ----------------- | -------------------- | --------- | --------- | ---------- |
| 1        | Daniel Ricciardo  | Red Bull-TAG Heuer   | 1:17,801  | −         | 26         |
| 2        | Lewis Hamilton    | Mercedes             | 1:17,932  | +0,131    | 40         |
| 3        | Max Verstappen    | Red Bull-TAG Heuer   | 1:17,964  | +0,163    | 17         |
| 4        | Sebastian Vettel  | Ferrari              | 1:18,051  | +0,250    | 35         |
| 5        | Kimi Räikkönen    | Ferrari              | 1:18,142  | +0,341    | 40         |
| 6        | Valtteri Bottas   | Mercedes             | 1:18,299  | +0,498    | 43         |
| 7        | Fernando Alonso   | McLaren-Honda        | 1:18,508  | +0,707    | 26         |
| 8        | Sergio Pérez      | Force India-Mercedes | 1:18,728  | +0,927    | 41         |
| 9        | Nico Hülkenberg   | Renault              | 1:18,775  | +0,974    | 19         |
| 10       | Esteban Ocon      | Force India-Mercedes | 1:18,822  | +1,021    | 42         |
| 11       | Carlos Sainz Jr.  | Renault              | 1:19,060  | +1,259    | 30         |
| 12       | Felipe Massa      | Williams-Mercedes    | 1:19,206  | +1,405    | 37         |
| 13       | Brendon Hartley   | Toro Rosso-Renault   | 1:19,423  | +1,622    | 40         |
| 14       | Lance Stroll      | Williams-Mercedes    | 1:19,524  | +1,723    | 42         |
| 15       | Stoffel Vandoorne | McLaren-Honda        | 1:19,844  | +2,043    | 32         |
| 16       | Pascal Wehrlein   | Sauber-Ferrari       | 1:20,306  | +2,505    | 38         |
| 17       | Kevin Magnussen   | Haas-Ferrari         | 1:20,318  | +2,517    | 35         |
| 18       | Marcus Ericsson   | Sauber-Ferrari       | 1:20,362  | +2,561    | 38         |
| 19       | Pierre Gasly      | Toro Rosso-Renault   | 1:21,745  | +3,944    | 10         |
| 20       | Romain Grosjean   | Haas-Ferrari         | 1:25,526  | +7,725    | 3          |

### Harmadik szabadedzés
A mexikói nagydíj harmadik szabadedzését október 28-án, szombaton délelőtt tartották.
| helyezés | versenyző         | csapat/motor         | elért idő  | különbség | futott kör |
| -------- | ----------------- | -------------------- | ---------- | --------- | ---------- |
| 1        | Max Verstappen    | Red Bull-TAG Heuer   | 1:17,113   | −         | 20         |
| 2        | Lewis Hamilton    | Mercedes             | 1:17,188   | +0,075    | 23         |
| 3        | Sebastian Vettel  | Ferrari              | 1:17,230   | +0,117    | 21         |
| 4        | Valtteri Bottas   | Mercedes             | 1:17,283   | +0,170    | 18         |
| 5        | Daniel Ricciardo  | Red Bull-TAG Heuer   | 1:17,361   | +0,248    | 10         |
| 6        | Kimi Räikkönen    | Ferrari              | 1:17,517   | +0,404    | 27         |
| 7        | Sergio Pérez      | Force India-Mercedes | 1:18,040   | +0,927    | 20         |
| 8        | Esteban Ocon      | Force India-Mercedes | 1:18,165   | +1,052    | 18         |
| 9        | Carlos Sainz Jr.  | Renault              | 1:18,208   | +1,095    | 21         |
| 10       | Nico Hülkenberg   | Renault              | 1:18,380   | +1,267    | 21         |
| 11       | Brendon Hartley   | Toro Rosso-Renault   | 1:18,602   | +1,489    | 23         |
| 12       | Felipe Massa      | Williams-Mercedes    | 1:18,690   | +1,577    | 23         |
| 13       | Lance Stroll      | Williams-Mercedes    | 1:19,066   | +1,953    | 20         |
| 14       | Kevin Magnussen   | Haas-Ferrari         | 1:19,205   | +2,092    | 19         |
| 15       | Marcus Ericsson   | Sauber-Ferrari       | 1:19,331   | +2,218    | 27         |
| 16       | Fernando Alonso   | McLaren-Honda        | 1:19,565   | +2,452    | 22         |
| 17       | Romain Grosjean   | Haas-Ferrari         | 1:19,586   | +2,473    | 22         |
| 18       | Pascal Wehrlein   | Sauber-Ferrari       | 1:19,826   | +2,713    | 16         |
| 19       | Stoffel Vandoorne | McLaren-Honda        | 1:20,030   | +2,917    | 25         |
| 20       | Pierre Gasly      | Toro Rosso-Renault   | idő nélkül | –         | 2          |

## Időmérő edzés
A mexikói nagydíj időmérő edzését október 28-án, szombaton futották.
| helyezés              | rajtszám | versenyző         | csapat/motor         | 1. rész    | 2. rész    | 3. rész  | rajthely | futott kör |
| --------------------- | -------- | ----------------- | -------------------- | ---------- | ---------- | -------- | -------- | ---------- |
| 1                     | 5        | Sebastian Vettel  | Ferrari              | 1:17,665   | 1:16,870   | 1:16,488 | 1        | 20         |
| 2                     | 33       | Max Verstappen    | Red Bull-TAG Heuer   | 1:17,630   | 1:16,524   | 1:16,574 | 2        | 19         |
| 3                     | 44       | Lewis Hamilton    | Mercedes             | 1:17,518   | 1:17,035   | 1:16,934 | 3        | 21         |
| 4                     | 77       | Valtteri Bottas   | Mercedes             | 1:17,578   | 1:17,161   | 1:16,958 | 4        | 17         |
| 5                     | 7        | Kimi Räikkönen    | Ferrari              | 1:18,148   | 1:17,534   | 1:17,238 | 5        | 20         |
| 6                     | 31       | Esteban Ocon      | Force India-Mercedes | 1:18,336   | 1:17,827   | 1:17,437 | 6        | 19         |
| 7                     | 3        | Daniel Ricciardo  | Red Bull-TAG Heuer   | 1:18,208   | 1:17,631   | 1:17,447 | 16[1]    | 15         |
| 8                     | 27       | Nico Hülkenberg   | Renault              | 1:18,322   | 1:17,792   | 1:17,466 | 7        | 17         |
| 9                     | 55       | Carlos Sainz Jr.  | Renault              | 1:18,405   | 1:17,753   | 1:17,794 | 8        | 17         |
| 10                    | 11       | Sergio Pérez      | Force India-Mercedes | 1:18,020   | 1:17,868   | 1:17,807 | 9        | 19         |
| 11                    | 19       | Felipe Massa      | Williams-Mercedes    | 1:18,570   | 1:18,099   |          | 10       | 10         |
| 12                    | 18       | Lance Stroll      | Williams-Mercedes    | 1:18,902   | 1:19,159   |          | 11       | 11         |
| 13                    | 28       | Brendon Hartley   | Toro Rosso-Renault   | 1:18,683   | idő nélkül |          | 17[1]    | 12         |
| 14                    | 14       | Fernando Alonso   | McLaren-Honda        | 1:17,710   | idő nélkül |          | 18[2]    | 9          |
| 15                    | 2        | Stoffel Vandoorne | McLaren-Honda        | 1:18,578   | idő nélkül |          | 19[3]    | 13         |
| 16                    | 9        | Marcus Ericsson   | Sauber-Ferrari       | 1:19,176   |            |          | 12       | 9          |
| 17                    | 94       | Pascal Wehrlein   | Sauber-Ferrari       | 1:19,333   |            |          | 13       | 9          |
| 18                    | 20       | Kevin Magnussen   | Haas-Ferrari         | 1:19,443   |            |          | 14       | 10         |
| 19                    | 8        | Romain Grosjean   | Haas-Ferrari         | 1:19,473   |            |          | 15       | 11         |
| 107%-os idő: 1:22,944 |          |                   |                      |            |            |          |          |            |
| NK                    | 10       | Pierre Gasly      | Toro Rosso-Renault   | idő nélkül |            |          | 20[4]    | 0          |

Megjegyzés:
- ↑ 1:  — Daniel Ricciardo és Brendon Hartley autójába új belsőégésű motort, turbófeltöltőt és MGU-H-t szereltek be az időmérő edzés után, ezért mindketten összesen 20-20 rajthelyes büntetést kaptak.[2]
- ↑ 2:  — Fernando Alonso autójába új belsőégésű motort, turbófeltöltőt és MGU-H-t szereltek be, ezért összesen 20 rajthelyes büntetést kapott.[3]
- ↑ 3:  — Stoffel Vandoorne autójában minden erőforráselemet kicseréltek, ezért összesen 35 rajthelyes büntetést kapott.[3]
- ↑ 4:  — Pierre Gasly motorhiba miatt nem tudott részt venni az időmérő edzésen, de megkapta a rajtengedélyt.[4] Gasly további 5 rajthelyes büntetést is kapott volna új vezérlőelektronika beszerelése miatt,[5] ám mivel nem teljesített mért kört az időmérő edzésen, így mindenképpen a rajtrács legvégéről kellett rajtolnia.

## Futam
A mexikói nagydíj futama október 29-én, vasárnap rajtolt.
| helyezés | rajtszám | versenyző         | csapat/motor         | futott kör | idő/kiesés oka | rajthely | pont |
| -------- | -------- | ----------------- | -------------------- | ---------- | -------------- | -------- | ---- |
| 1        | 33       | Max Verstappen    | Red Bull-TAG Heuer   | 71         | 1:36:26,552    | 2        | 25   |
| 2        | 77       | Valtteri Bottas   | Mercedes             | 71         | +19,678        | 4        | 18   |
| 3        | 7        | Kimi Räikkönen    | Ferrari              | 71         | +54,007        | 5        | 15   |
| 4        | 5        | Sebastian Vettel  | Ferrari              | 71         | +1:10,078      | 1        | 12   |
| 5        | 31       | Esteban Ocon      | Force India-Mercedes | 70         | +1 kör         | 6        | 10   |
| 6        | 18       | Lance Stroll      | Williams-Mercedes    | 70         | +1 kör         | 11       | 8    |
| 7        | 11       | Sergio Pérez      | Force India-Mercedes | 70         | +1 kör         | 9        | 6    |
| 8        | 20       | Kevin Magnussen   | Haas-Ferrari         | 70         | +1 kör         | 14       | 4    |
| 9        | 44       | Lewis Hamilton    | Mercedes             | 70         | +1 kör         | 3        | 2    |
| 10       | 14       | Fernando Alonso   | McLaren-Honda        | 70         | +1 kör         | 18       | 1    |
| 11       | 19       | Felipe Massa      | Williams-Mercedes    | 70         | +1 kör         | 10       |      |
| 12       | 2        | Stoffel Vandoorne | McLaren-Honda        | 70         | +1 kör         | 19       |      |
| 13       | 10       | Pierre Gasly      | Toro Rosso-Renault   | 70         | +1 kör         | 20       |      |
| 14       | 94       | Pascal Wehrlein   | Sauber-Ferrari       | 69         | +2 kör         | 13       |      |
| 15       | 8        | Romain Grosjean   | Haas-Ferrari         | 69         | +2 kör         | 15       |      |
| ki       | 55       | Carlos Sainz Jr.  | Renault              | 59         | kormány        | 8        |      |
| ki       | 9        | Marcus Ericsson   | Sauber-Ferrari       | 55         | erőforrás      | 12       |      |
| ki       | 28       | Brendon Hartley   | Toro Rosso-Renault   | 30         | erőforrás      | 17       |      |
| ki       | 27       | Nico Hülkenberg   | Renault              | 24         | erőforrás      | 7        |      |
| ki       | 3        | Daniel Ricciardo  | Red Bull-TAG Heuer   | 5          | turbófeltöltő  | 16       |      |

## A világbajnokság állása a verseny után
| H   | Versenyzők       | Pont | H   | Konstruktőrök        | Pont |
| --- | ---------------- | ---- | --- | -------------------- | ---- |
| 1.  | Lewis Hamilton   | 333  | 1.  | Mercedes             | 595  |
| 2.  | Sebastian Vettel | 277  | 2.  | Ferrari              | 455  |
| 3.  | Valtteri Bottas  | 262  | 3.  | Red Bull-TAG Heuer   | 340  |
| 4.  | Daniel Ricciardo | 192  | 4.  | Force India-Mercedes | 175  |
| 5.  | Kimi Räikkönen   | 178  | 5.  | Williams-Mercedes    | 76   |
| 6.  | Max Verstappen   | 148  | 6.  | Toro Rosso-Renault   | 53   |
| 7.  | Sergio Pérez     | 92   | 7.  | Renault              | 48   |
| 8.  | Esteban Ocon     | 83   | 8.  | Haas-Ferrari         | 47   |
| 9.  | Carlos Sainz Jr. | 54   | 9.  | McLaren-Honda        | 24   |
| 10. | Lance Stroll     | 40   | 10. | Sauber-Ferrari       | 5    |

(A teljes táblázat)

## Statisztikák
- Vezető helyen:
  - Max Verstappen: 71 kör (1-71)
- Sebastian Vettel 50. pole-pozíciója és 33. versenyben futott leggyorsabb köre.
- Max Verstappen 3. futamgyőzelme.
- A Red Bull 55. futamgyőzelme.
- Max Verstappen 11., Valtteri Bottas 20., Kimi Räikkönen 90. dobogós helyezése.
- Lewis Hamilton 4. egyéni világbajnoki címét szerezte meg a futamon.[6]